# 北小路徳光
北小路徳光（きたこうじ とくみつ、天和3年（1683年）11月6日 - 享保11年（1726年）4月18日）は、江戸時代前期の公卿。
三室戸誠光の次男で日野流北小路家の祖。

## 官歴
- 元禄10年（1697年）：従五位上、侍従
- 元禄14年（1701年）：正五位下
- 宝永2年（1705年）：従四位下、中務大輔
- 宝永4年（1707年）：従四位上
- 正徳5年（1715年）：正四位下
- 享保3年（1718年）：従三位
- 享保9年（1724年）：正三位

## 系譜
- 父：三室戸誠光
- 兄：三室戸資順
- 弟：柳原資基
- 養子：北小路資福